# Óscar García-Casarrubios

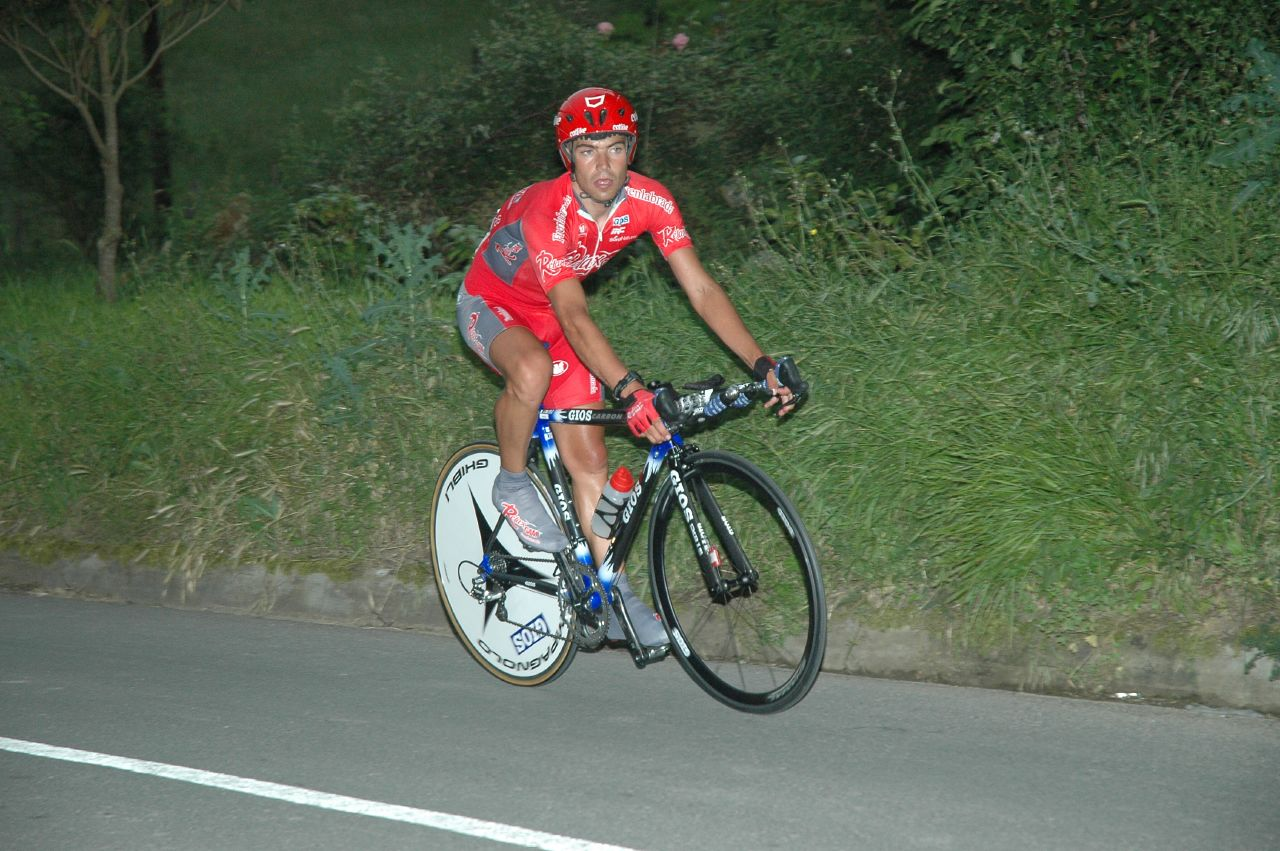
Óscar García-Casarrubios bei der Euskal Bizikleta 2007

Óscar García-Casarrubios Pintor (* 7. Juni 1984) ist ein spanischer Radrennfahrer.
Óscar García-Casarrubios gewann 2005 zwei Etappen bei der Vuelta a Palencia und wurde einmal Etappendritter. 2006 und 2007 fuhr er für das spanische Professional Continental Team Relax-GAM und belegte bei der  Tour of Qinghai Lake 2006 den sechsten Platz in der Gesamtwertung. 2010 gewann er eine Etappe der Vuelta a Venezuela.

## Erfolge
2010
- eine Etappe Vuelta a Venezuela

## Teams
- 2006 Relax-GAM
- 2007 Relax-GAM
- 2009 Contentpolis-AMPO
- 2010 Heraklion Kastro-Murcia
- 2011 KTM-Murcia